# Harry Carson
Harry Donald Carson (* 26. November 1953 in Florence, South Carolina) ist ein ehemaliger US-amerikanischer American-Football-Spieler auf der Position des Inside-Linebackers. Er spielte von 1976 bis 1988 für die New York Giants in der National Football League (NFL). Carson ist Mitglied in der College Football Hall of Fame und in der Pro Football Hall of Fame.

## College-Karriere
Von 1972 bis 1975 spielte Carson als Defensive End für das Team der South Carolina State University unter Willie Jeffries und konnte mit seinem Team zweimal in Folge die Mid-Eastern Athletic Conference gewinnen. Während dieser Zeit wurde er als erster Spieler zweimal in Folge zum besten Verteidiger der Conference und 1975 zum All American gewählt. 2002 wurde er für seine Leistungen in die College Football Hall of Fame berufen.

## NFL-Karriere
Carson wurde 1976 in der vierten Runde der NFL Draft von den New York Giants ausgewählt. Hier wurde er auf der Position des Linebackers eingesetzt. In seiner ersten Saison wurde er ins All-NFL Rookie Team berufen. In 13 Spielzeiten gelang es ihm, elf Bälle abzufangen, 14 Fumbles zu erobern und dabei einen Touchdown zu erzielen. Zehn Jahre führte er die Giants als Team-Captain an. Insgesamt wurde er neunmal für den Pro Bowl und sechsmal für das All Pro Team nominiert. Zusammen mit Carl Banks und Lawrence Taylor bildete er den zentralen Bestandteil der Verteidigung der New York Giants, die unter dem Spitznamen „The Big Blue Wrecking Crew“ mehrere Rekorde aufstellten. Unter Head Coach Bill Parcells und Defensive Coordinator Bill Belichick gewann er nach der Saison 1986 den Super Bowl XXI. Für seine Leistungen wurde er 2010 in die Pro Football Hall of Fame gewählt.
Carson machte den Gatorade Shower populär, mit dem er in der Saison 1986 seinen Coach Parcells nach jedem Sieg überschüttete, so auch nach dem Sieg im Super Bowl XXI. Dieses Ritual, das seitdem fester Bestandteil von jedem Super-Bowl-Sieg ist, brachte ihm einen lukrativen Werbevertrag mit Gatorade ein.

## Nach der Profikarriere
Carson arbeitete nach seinem Rücktritt vom aktiven Profisport als Sportkommentator. Daneben betreibt er eine eigene Firma, die Beratung und Werbung im Bereich Sport anbietet. Zusammen mit Carl Banks und weiteren ehemaligen Teamkollegen der Giants besaß er Anteile an den New Jersey Red Dogs, einem Arena-Football-League-Team.
Carson leidet seit seinem Rückzug aus dem Profisport an den Nachwirkungen zahlreicher Verletzungen. Bei ihm wurde das Post-concussion-Syndrom diagnostiziert, das er auf seine mehr als 15 Gehirnerschütterungen zurückführt. Er engagierte sich dafür, dass Gehirnerschütterungen und Schädeltraumen als Auslöser der Erkrankung durch die NFL anerkannt wurden und Spieler nach erlittenen Gehirnerschütterungen besser versorgt werden. Er befürchtet, selbst an chronisch-traumatischer Enzephalopathie erkrankt zu sein.